# Metleucauge eldorado
Metleucauge eldorado là một loài nhện trong họ Tetragnathidae.
Loài này thuộc chi Metleucauge. Metleucauge eldorado được Herbert W. Levi miêu tả năm 1980.